# You are the Quarry
You are the Quarry (titlen skrives you are the Quarry på albummet) er titlen på et album af den britiske sanger og sangskriver Morrissey; udgivet i maj 2004. Pladen opnåede henholdsvis i England og Danmark en 2. og 13. plads på hitlisten.

## Omslaget
Fotoet på opslaget, der viser Morrissey stående med en såkaldt "tommygun" – dvs. maskinpistol – er taget af fotografen Greg Gorman. I USA og Canada blev billedet censureret, så det ikke viste våbnet. Denne udgave kaldes the clean edition (dvs. den rene udgave), dog bør det noteres at teksterne ikke blev censureret, trods dette indgreb i værket.

## Spor
- America Is Not The World
- Irish Blood, English Heart
- I Have Forgiven Jesus
- Come Back To Camden
- I'm Not Sorry
- The World Is Full Of Crashing Bores
- How Can Anybody Possibly Know How I Feel?
- First Of The Gang To Die
- Let Me Kiss You
- All The Lazy Dykes
- I Like You
- You Know I Couldn't Last

Senere blev der også udgivet en deluxe-udgave af albummet, som inkluderede promovideoer og bonusnumre. Disse numre indgik også hver især på EP-vinylerne Irish Blood, English Heart og First Of The Gang To Die: 

## Bonusnumre
- Don't Make Fun Of Daddy’s Voice
- It's Hard To Walk Tall When You're Small
- Teenage Dad On His Estate
- Munich Air Disaster 1958
- Friday Mourning
- The Never Played Symphonies
- My Life Is A Succession Of People Saying Goodbye
- I Am Two People
- Mexico

## Promovideo
- Irish Blood, English Heart (musikvideo)
- First Of The Gang To Die (musikvideo) (kun i USA)
- First Of The Gang To Die (live på Late Late Show)
- I Have Forgiven Jesus (live på Late Late Show)
- Let Me Kiss You (live på Late Late Show)

## Andet
- Nancy Sinatra indspillede en version nummeret Let Me Kiss You
- Vinyl udgivelsen (LP) blev i Europa udsendt i et oplag på 5000 eksemplarer
- Jerry Finn blev ved Q Awards 2004 nomineret for "best producer" for arbejdet på dette album.
- Albummet, som er udgivet forsk. udformninger og formater afhængig af kontinent etc., udkom bl.a. også som digi-pack.
- Da Morrissey går i gang med sin turné promovering, spiller han bl.a. på Roskilde Festivalen 2004.
- Dette var den første Morrissey-plade som ikke havde titlen i anførselstegn.

## Eksterne links
- True To You | A Morrissey Zine
- Informationer om albummet (Webside ikke længere tilgængelig)
- First Of The Gang To Die (promo)
- I Have Forgiven Jesus (promo)
- Irish Blood, English Heart (promo)
- Let Me Kiss You (fra Who Put The M In Manchester?)